# Ґлобс
Ґлобс (івр. גלובס‎‎) — ізраїльська щоденна фінансова газета, найстаріша фінансова газета країни. Була заснована на початку 1980-х років та виходить в Тель-Авіві. Тематика «Ґлобс» в основному зосереджена на економічних питаннях та новинах Ізраїлю, проте також освітлюється міжнародний діловий ринок. Паперова версія виходить івритом, на рожевому папері за прикладом британської «Файненшл таймс». З 1997 року видання має сайт, в якому наявна також англомовна версія. З 2017 року посаду головного редактора газети обіймає Наама Сікулер. Видавничий дім розташований в Рішон-ле-Ціоні.

## Історія та структура
Щоденну газету «Ґлобс» заснував Хаїм Бар-Он у партнерстві з бізнесменом Еліезером Фішманом на базі невеликої хайфської газети у 1983 році. Одним із конкурентів газети було видання «Telegraph», у якого була нижча ціна на підписку і яке також виходило в суботу. Однак через кілька років «Telegraph» закрився. Іншим конкурентом є економічна газета «TheMarker».
З 1997 до 2017 року головним редактором «Ґлобс» був Хаґай Ґолан (івр. חגי גולן). Його попередниками були Маті Ґолан (івр. מתי גולן; 1988—1992) і Адам Барух (івр. אדם ברוך; 1992—1997). Серед постійних авторів видання — Йоав Карні (івр. יואב קרני), Маті Голан та Дрор Фоєр (івр. דרור פויר).
«Ґлобс» виходить кожного вечора з неділі по четвер. Газета має три ключових частини:
- «Заголовки» — головні новини;
- «Ринки капіталу» — додаток про фондову біржу;
- «Вечірня Ґлобс» — журнальний додаток.

З 1995 року газета веде новинний сайт, який виходить івритом та англійською. «Ґлобс» була однією з перших ізраїльських щоденних газет, які почали публікуватися в Інтернеті. Основними конкурентами видання в глобальній мережі є вебсайт «TheMarker» і фінансово-економічний сайт «BizPortal». Протягом першого десятиліття існування сайту «Ґлобс» продавала контент через продаж доступу до архіву та платну підписку, але згодом змінила стратегію, і наразі матеріали на сайті видання доступні без оплати.
Наприкінці 1990-их заснувала дослідницький відділ, фінансовий портал і портал нерухомості, які збирають та концентрують дані професійних інформаційних центрів та сервісів із платною підпискою.
За даними проведеного компанією TGI опитування, станом на 2009 рік «Ґлобс» була єдиною ізраїльською друкованою газетою, популярність якої зростала.